# Plagiostenopterina planidorsum
Plagiostenopterina planidorsum är en tvåvingeart som först beskrevs av Walker 1861.  Plagiostenopterina planidorsum ingår i släktet Plagiostenopterina och familjen bredmunsflugor. Inga underarter finns listade i Catalogue of Life.